# Jordan Rhodes
Jordan Luke Rhodes (ˈʒordɑɴ ˈʀhodəs; Oldham, 5 febbraio 1990) è un calciatore inglese naturalizzato scozzese, attaccante del Blackpool.
Cresciuto nelle giovanili dell'Ipswich Town, in carriera ha vinto un campionato di League Two (quarta divisione inglese) con la maglia del Brentford, nella stagione 2008-2009.

## Biografia
Jordan Rhodes nasce il 5 febbraio 1990 ad Oldham, quando il padre Andy militava nella squadra dell'Oldham Athletic Association Football Club per poi trasferirsi in seguito in Scozia, al Dunfermline. I suoi primi passi nel mondo del calcio seguono proprio le orme familiari: inizia a giocare nelle giovanili del Barnsley, dove viene schierato con il ruolo di portiere per poi diventare una prima punta, durante la militanza all'Ipswich Town, sfruttando al meglio le sue doti fisiche.

## Caratteristiche tecniche
È più a suo agio nel giocare la palla con i piedi, piuttosto che nel colpo di testa. Ha un ottimo senso della posizione in campo ed è molto abile a farsi spazio, per arrivare a trovarsi nella miglior posizione possibile rispetto alla porta avversaria.

## Carriera

### Club

#### Le giovanili, esordio all'Ipswich Town e il prestito all'Oxford United
Inizia a giocare a calcio in una squadra di club nel 2003, quando viene acquistato dal Barnsley per militare nella formazione giovanile. Due anni dopo, esattamente nel 2005, si trasferisce all'Ipswich Town per 5.000 sterline, insieme al padre.
Dopo aver trascorso due stagioni nelle giovanili dei Tractor boys, debuttò in prima squadra in occasione del match contro il suo ex club, il Barnsley. Il 9 aprile 2008 mette a segno la sua prima rete nel match disputato contro il Cardiff City.
Il 1º gennaio 2008 si trasferisce in prestito all'Oxford, per giocare in maniera più frequente: in quell'unica stagione colleziona 4 presenze e 0 gol.

#### Il ritorno all'Ipswich Town e i prestiti: Rochdale e Brentford
Il 6 novembre dello stesso anno, conclusosi il periodo di prestito, torna a giocare con la squadra di Ipswich per disputare la 128ª edizione della FA Cup. Dopo solo due partite di campionato giocate, viene ceduto con la formula del prestito della durata di un mese al Rochdale dove gioca cinque partite e segna un unico gol, realizzato il 13 settembre 2008 in occasione della partita giocata contro il Rotherham.
Durante la sessione invernale del calciomercato 2009 si trasferisce nuovamente in prestito per un mese, che verrà successivamente prorogato fino a fine stagione, al Brentford; il giorno seguente al trasferimento, debutta con la sua nuova squadra in occasione del match contro il Macclesfield. Segna la sua prima rete stagionale, con la maglia dei Red and White Army, il 27 gennaio nel match vinto contro l'Aldershot Town. Realizza la sua prima tripletta in carriera il 31 gennaio in occasione del match vinto, grazie ai suoi gol, giocato contro lo Shrewsbury Town diventando così il calciatore più giovane nella storia del club ad aver segnato una tripletta ed anche il primo calciatore ad aver segnato una tripletta nella Football League One in un decennio della storia del club. Conclude anticipatamente la sua avventura calcistica con il club di Londra per via di una frattura ad un dito del piede rimediata durante un match.

#### Il passaggio all'Huddersfield Town

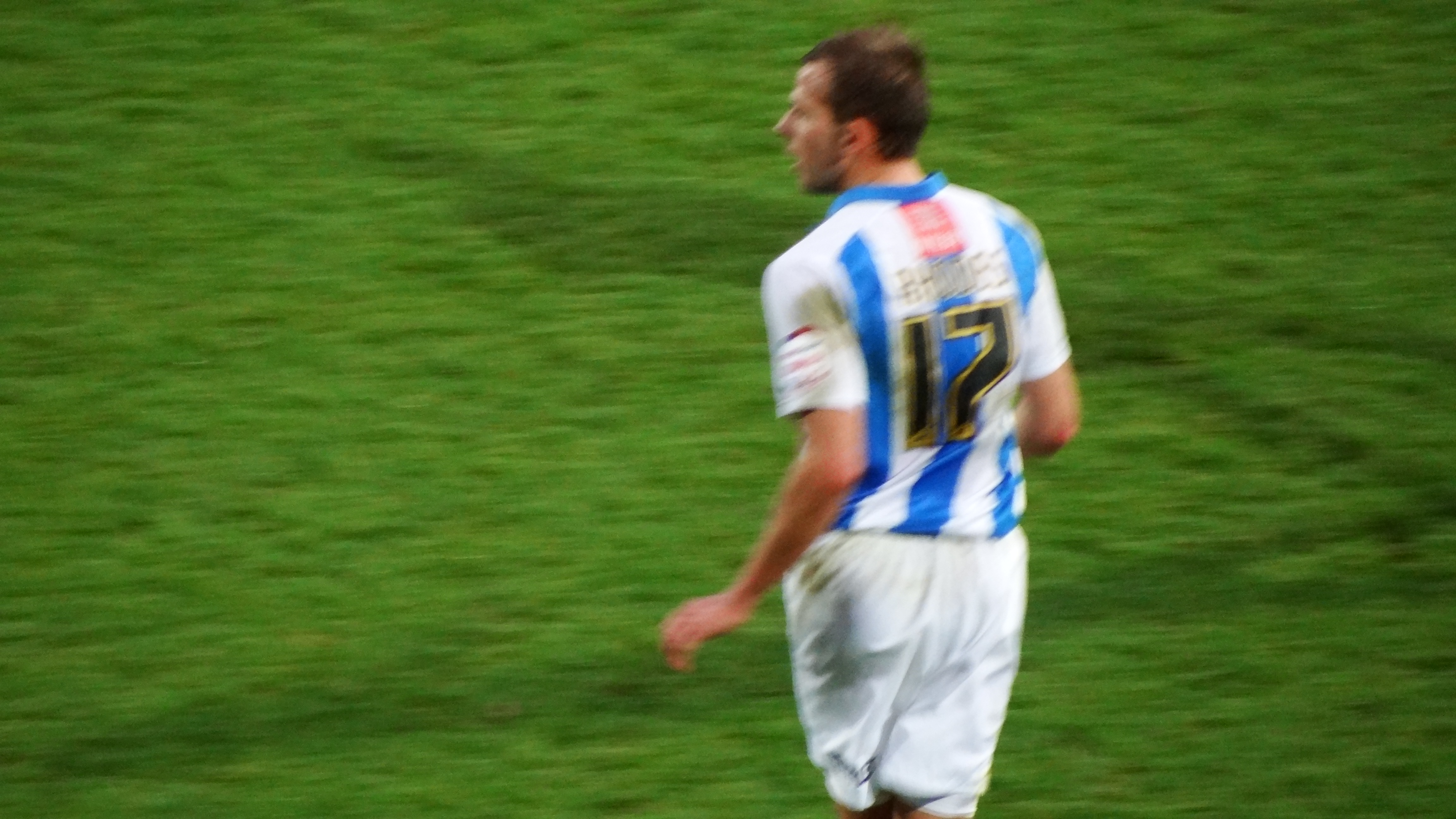
Jordan Rhodes durante un match con l'Huddersfield Town.

Il 31 luglio dell'anno in corso viene ufficializzato, per la cifra di 250.000 sterline, il suo trasferimento all'Huddersfield Town, diventando così il sesto acquisto voluto dall'allenatore Lee Clark. Nelle prime sei partite del campionato mette a segno sei goal, tra cui la rete segnata l'8 agosto ai danni del Southend. Realizza una doppietta nel match d'esordio in casa, durante il match di Football League Cup, contro la formazione dello Stockport, ripetendosi con un'altra doppietta il 15 agosto contro il Southampton e nel secondo match di coppa contro il Newcastle. Realizza la sua prima tripletta con la maglia biancoblu il 10 ottobre, in occasione della partita disputata contro l'Exeter City, conclusasi con il risultato di 4 a 0 eguagliando così il record stabilito da Dixie Dean nel 1930. A fine stagione è il capocannoniere della squadra di Huddersfield, in virtù dei 23 goal segnati in tutte le competizioni inglesi.
L'anno successivo si laurea nuovamente capocannoniere dell'Huddersfield Town, dopo aver realizzato 22 gol in totale; il rapporto reti segnate/minuti giocati è di una rete ogni 130 minuti di gioco. Nella lista stilata dal magazine inglese FourFourTwo si piazza al 46º posto come miglior calciatore della Football League One. Segna alla prima di campionato il 7 agosto, in occasione del match con il Notts County. Tre giorni più tardi durante la partita di coppa, allo scadere del tempo regolamentare segna la rete che sancisce la vittoria ai danni del Carlisle, consentendo al club di Huddersfield di accedere al secondo turno. Il 9 novembre, durante la partita con il Rotherham valevole per il passaggio alle semifinali del Football League Trophy, realizza una doppietta che apre le marcature del match che si concluderà con il risultato di 5 a 2 in favore della squadra di Huddersfield. Il match successivo della Football League Trophy giocato il 14 dicembre dello stesso anno, segna un'altra doppietta che sancisce il passaggio del turno ai danni del Tranmere Rovers. Segna la sua 50ª rete in carriera il 27 marzo, durante il match di League One contro il Notts County. La sua ultima doppietta stagionale la realizza il 25 aprile in occasione della partita di campionato con il Dagenham & Redbridge giocata al Galpharm Stadium di Huddersfield.
Nella sua terza stagione con la maglia dell'Huddersfield Town, segna 13 gol nelle prime 12 partite del campionato. Nel mese di novembre realizza due triplette: la prima contro l'Exeter City, e la seconda contro il Preston North End. Il 17 dicembre segna quattro gol allo Sheffield Wednesday, evitando così la sconfitta della propria squadra. Segna anche alla sua 100ª presenza con la maglia dell'Huddersfield Town, consentedogli così di vincere il premio come miglior calciatore del mese nel mese di ottobre, vincendo lo stesso premio anche nel mese di dicembre. Il 6 gennaio 2012 segna cinque gol durante il match giocato contro il Wycombe Wanderers, eguagliando il record di reti segnate da un giocatore dell'Huddersfield, appartenuto in precedenza a Dave Mangnall e a Alf Lythgoe nel 1930. Il 21 gennaio mette a segno la rete decisiva che sancisce la vittoria del match casalingo contro il Brentford, con la quale in passato ha conquistato la promozione in Football League Two. Il 28 gennaio realizza la rete che evita la sconfitta del club di Huddersfield contro il Tranmere, mentre il 25 febbraio sancisce la vittoria del match giocato contro l'Exeter City. Per la terza volta consecutiva si aggiudica il premio di miglior calciatore del mese nell'edizione di gennaio. Nel mese di febbraio viene selezionato come possibile vincitore del premio come "Miglior calciatore dell'anno della Football League One" edizione 2012, assieme al calciatore Johnnie Jackson del Charlton e a Ched Evans dello Sheffield United. Il 3 marzo realizza una doppietta nell'arco di tre minuti nella partita di campionato disputata contro il Bury. Il 10 marzo realizza un gol nel match, tenutosi al Galpharm Stadium di Huddersfield, contro il Rochdale. L'11 marzo si aggiudica il premio come "Miglior calciatore dell'anno della Football League One", assegnatogli dai giudici della Football League Awards, per la stagione 2011-2012. Nove giorni dopo, esattamente il 20 marzo, segna il gol del 2 a 0 durante il match giocato contro il Chesterfield che sancisce la fine al 38º match di campionato. Il 24 marzo realizza il gol, segnato su rigore, che decreta la vittoria al club di Huddersfield ai danni del Charlton: grazie a quest'ultimo gol segnato, supera il record di gol segnati in una singola stagione (34) che apparteneva in precedenza a Iwan Roberts nella stagione 1991-1992. Sigla una doppietta il 3 aprile, durante un match di campionato, ai danni del Leyton. Il 22 aprile la PFA Team of the Year inserisce Jordan Rhodes e il suo compagno di squadra Jack Hunt, nella formazione ideale con i calciatori della Football League One. A fine stagione, con le 35 marcature eseguite, si riconferma capocannoniere con la squadra di Huddersfield che, a sua volta, guadagna l'accesso ai play-off in merito al 4º posto conquistato. Il 7 maggio, al Galpharm Stadium, partecipa alla cerimonia annuale della squadra di Huddersfield dove si aggiudica quattro dei dodici premi assegnati dalla società inglese, tra cui l'Hargreaves Memorial Player of the Year Award, il Players' Player of the Year, il Golden Boot Award e il Goal of the Season. Il 12 maggio, grazie all'assist fornitogli dal compagno di squadra Lee Novak, Jordan Rhodes apre le marcature della partita d'andata dei play-off, validi per la Championship, ai danni del Milton Keynes; il match si concluderà con il risultato di 2 a 0 in favore della squadra di Huddersfield. Durante la gara di ritorno del 15 maggio, Jordan Rhodes segna la rete che consente al club di Huddersfield di accedere alla finale che si giocherà a Londra il 26 maggio contro lo Sheffield United; nel giorno stabilito la squadra di Huddersfield si aggiudica la finale consentendo al club di partecipare alla prossima Championship. Per la terza volta consecutiva si aggiudica il titolo di capocannoniere della squadra di Huddersfield e, con i suoi 36 gol, si aggiudica il primo posto nella classifica dei marcatori della Football League One stagione 2011-2012.
Inizia nel migliore dei modi la sua quarta stagione con la maglia dell'Huddersfield: infatti realizza un gol in extremis durante la prima partita di Championship contro il Nottingham Forest e alla seconda di campionato, segna il definitivo 2 a 0 decretando la vittoria ai danni del Burnley.

#### Il passaggio al Blackburn
Il 30 agosto 2012 si trasferisce a titolo definitivo al Blackburn Rovers per una cifra pari a 10.750.000 euro; il calciatore scozzese sottoscrive quindi un contratto quinquennale con la società biancoblu, fino al 30 giugno 2016. Debutta con la sua nuova squadra il 1º settembre, in occasione del match di campionato tenutosi a Leeds contro la squadra locale, il Leeds United Association Football Club. Il 16 settembre firma la prima doppietta in maglia biancoblu nella gara esterna contro il Bristol City, aprendo e chiudendo le marcature della partita conclusasi con il risultato di 3 a 5 in favore dei Rovers. Durante la sesta giornata di campionato, segna il momentaneo 1 a 1 in occasione del match giocato contro il Barnsley, partita che poi finirà con il risultato di 2 a 1 in favore del Blackburn. Il 20 ottobre apre le marcature in occasione del match di campionato con il Derby County; la partita terminerà con il risultato in parità (1 a 1). Durante i minuti di recupero del match di campionato del 27 ottobre, realizza la rete decisiva che sancisce la vittoria dei Rovers ai danni del Watford. Il 6 novembre ritorna a giocare nel Galpharm Stadium, questa volta da avversario, dopo aver trascorso tre anni tra le file dell'Huddersfield Town; durante il match apre la marcature in favore dei rovers, e a fine partita il risultato è un pari (2-2). Dopo aver segnato due gol in nazionale in occasione dell'amichevole contro il Lussemburgo, il 17 novembre mette a segno la prima tripletta con la maglia del Blackburn ai danni del Peterborough. Il suo decimo gol in campionato, con i rovers, arriva il 28 novembre durante il match di campionato giocato con il Bolton, nonostante la sconfitta rimediata. La partita seguente, giocata a Burnley contro l'omonima squadra, è sempre lui ad aprire le marcature a inizio secondo tempo; alla fine dei minuti regolamentari del secondo tempo, il match si conclude con il risultato di parità (1 a 1). Chiude il campionato con 26 reti in 43 partite diventando il secondo marcatore della stagione, alle spalle di Glenn Murray, ad aver segnato più reti.

#### Middlesbrough
Il 1º febbraio 2016 passa al Middlesbrough per 9 milioni di sterline e firma un contratto fino al 2020. Esordisce con la nuova maglia proprio contro il Blackburn sua ex squadra, subentrando al 77' al compagno di squadra Albert Adomah.
Durante la sua permanenza Rhodes aiuta la squadra a raggiungere la promozione in Premier League con 6 goal in 18 partite. Rhodes riesce così a esordire nel massimo campionato inglese con il Boro il 24 settembre 2016 nella sconfitta interna per 2-1 con il Tottenham. Tuttavia, complice la presenza di Álvaro Negredo nel suo ruolo, trova poco spazio con il club venendo ceduto a gennaio.

#### Sheffield Wednesday
Il 1º febbraio 2017 viene ufficializzata la sua cessione in prestito allo Sheffiled Wednesday, tornando così a giocare in Championship.

#### Ritorno all'Huddersfield
Il 21 maggio 2021 fa ritorno all'Huddersfield Town, con cui sigla un contratto triennale.

### Nazionale
Grazie alle ottime doti realizzative dimostrate durante il periodo di militanza nelle giovanili dell'Ipswich Town (40 gol segnati nel primo anno), viene convocato dal c.t. dell'Inghilterra Under-17, ma non poté rispondere alla convocazione a causa di una serie di infortuni in serie.

#### Nazionale Under-21

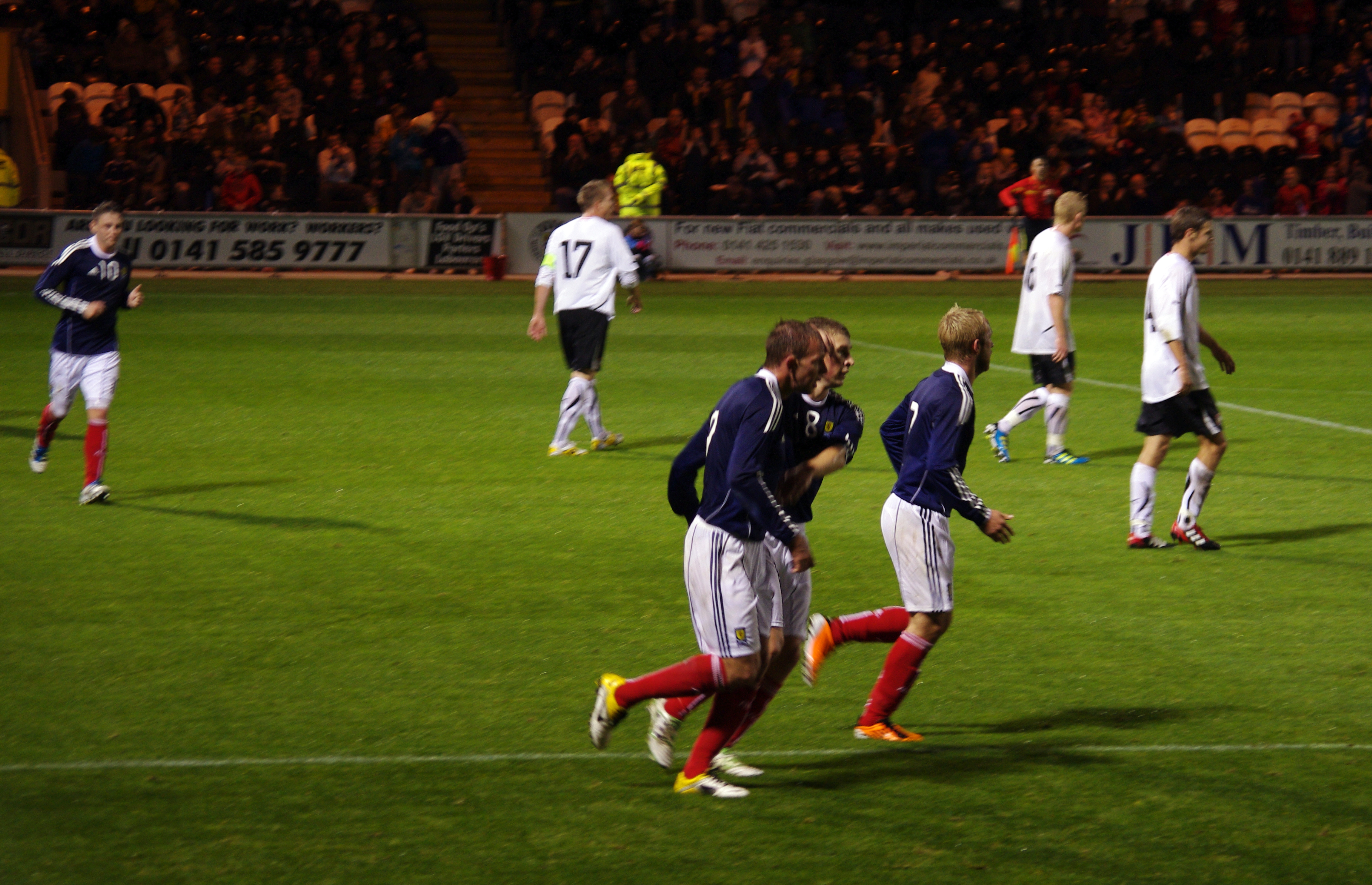
Jordan Rhodes festeggia, assieme ai compagni di squadra, il gol segnato all'Austria Under-21.

Nel luglio del 2010 Billy Stark, c.t. della Scozia Under-21, decide di convocarlo per alcune amichevoli; ottiene la sua prima convocazione in nazionale il 24 marzo 2011, debuttando durante l'amichevole disputata contro il Belgio Under-21. Compie il suo esordio casalingo il 10 agosto, durante il match giocatosi al St. Mirren Park contro la Norvegia Under-21. Il 5 settembre partecipa al incontro organizzato a Paisley contro la Bulgaria Under-21. Con l'Under-21 mette a segno la sua prima tripletta il 6 ottobre durante la partita contro il Lussemburgo Under-21, giocata nello stadio Josy Barthel. Quattro giorni dopo, segna una doppietta nella partita disputata contro l'Austria Under-21. Il 20 febbraio 2012 Stark annuncia la partecipazione di Rhodes al match, valido per la qualificazione agli Europei del 2013, contro l'Olanda Under-21 del 29 febbraio; durante il match di ritorno, disputato il 29 febbraio, gioca 86 minuti prima di essere sostituito da Michael O'Halloran. Il 26 aprile il c.t. dell'Under-21 lo esclude dalla lista dei calciatori che parteciperanno all'amichevole, in programma ad Edimburgo, con l'Italia Under-21. Sigla una doppietta il 31 maggio a Loveč, durante il match di qualificazione giocato con i pari età della Bulgaria.

#### Nazionale maggiore
Nel 2011 viene convocato dal c.t. della Nazionale maggiore, Craig Levein, per disputare l'amichevole organizzata a Larnaca contro la Nazionale di Cipro. Durante lo svolgimento del match subentra all'87' sostituendo l'autore del secondo gol, Jamie Mackie. A fine partita rilascia un'intervista che ribadisce, ancora una volta, le proprie origini:
(Intervista rilasciata dal calciatore al DailyRecord il 14 novembre 2011.)
Il 15 agosto 2012 segna la sua prima rete in nazionale maggiore, realizzata durante l'amichevole giocata a Edimburgo contro i pari età dell'Australia. L'8 settembre gioca i nove minuti conclusivi del match qualificazione contro i pari età della Serbia. Subentra al minuto 66, sostituendo James Morrison, durante il secondo match di qualificazione giocato a Glasgow l'11 settembre contro la Nazionale macedone. Realizza la sua prima doppietta in nazionale il 14 novembre, in occasione dell'amichevole giocata a Lussemburgo, nello stadio Josy Barthel contro i pari età dei leoni rossi.

## Statistiche

### Presenze e reti nei club
Statistiche aggiornate al 15 febbraio 2016.
| Stagione                 | Squadra                  | Campionato               | Campionato | Campionato | Coppe nazionali | Coppe nazionali | Coppe nazionali | Coppe continentali | Coppe continentali | Coppe continentali | Altre coppe | Altre coppe | Altre coppe | Totale | Totale |
| Stagione                 | Squadra                  | Comp                     | Pres       | Reti       | Comp            | Pres            | Reti            | Comp               | Pres               | Reti               | Comp        | Pres        | Reti        | Pres   | Reti   |
| ------------------------ | ------------------------ | ------------------------ | ---------- | ---------- | --------------- | --------------- | --------------- | ------------------ | ------------------ | ------------------ | ----------- | ----------- | ----------- | ------ | ------ |
| 2007-gen. 2008           | Ipswich Town             | FLC                      | 8          | 1          | FACup+CdL       | 1+0             | 2               | -                  | -                  | -                  | -           | -           | -           | 9      | 3      |
| gen.-giu. 2008           | Oxford United            | FL2                      | 4          | 0          | FACup+CdL       | -               | -               | -                  | -                  | -                  | FLT         | -           | -           | 4      | 0      |
| 2008                     | Ipswich Town             | FLC                      | 2          | 0          | -               | 0               | 0               | -                  | 0                  | 0                  | -           | 0           | 0           | 2      | 0      |
| Totale Ipswich Town      | Totale Ipswich Town      | Totale Ipswich Town      | 8+2        | 1+0        |                 | 1+0             | 2+0             |                    | 0                  | 0                  |             |             |             | 10     | 3      |
| set. 2008                | Rochdale                 | FLT                      | 5          | 1          | -               | 0               | 0               | -                  | 0                  | 0                  | -           | 0           | 0           | 5      | 1      |
| gen. 2009                | Brentford                | FLT                      | 14         | 7          | -               | 0               | 0               | -                  | 0                  | 0                  | -           | 0           | 0           | 14     | 7      |
| 2009-2010                | Huddersfield Town        | FL1                      | 45+2       | 19         | FACup+CdL       | 3+2             | 1+3             | -                  | -                  | -                  | FLT         | 1           | 0           | 53     | 23     |
| 2010-2011                | Huddersfield Town        | FL1                      | 37+2       | 16         | FACup+CdL       | 4+1             | 1+1             | -                  | -                  | -                  | FLT         | 4           | 4           | 48     | 22     |
| 2011-2012                | Huddersfield Town        | FL1                      | 40+3       | 36+2       | FACup+CdL       | 0+1             | 2               | -                  | -                  | -                  | FLT         | 1           | 0           | 45     | 40     |
| ago. 2012                | Huddersfield Town        | FLC                      | 2          | 2          | FACup+CdL       | 0               | 0               | -                  | -                  | -                  | -           | -           | -           | 2      | 2      |
| Totale Huddersfield Town | Totale Huddersfield Town | Totale Huddersfield Town | 124+7      | 73+2       |                 | 11              | 8               |                    | -                  | -                  |             | 6           | 4           | 144    | 87     |
| ago. 2012-2013           | Blackburn Rovers         | FLC                      | 43         | 26         | FACup+CdL       | 5+0             | 1               | -                  | -                  | -                  | -           | -           | -           | 48     | 27     |
| 2013-2014                | Blackburn Rovers         | FLC                      | 46         | 25         | FACup+CdL       | 1+1             | 0               | -                  | -                  | -                  | -           | -           | -           | 48     | 25     |
| 2014-2015                | Blackburn Rovers         | FLC                      | 45         | 21         | FACup+CdL       | 2+0             | 0               | -                  | -                  | -                  | -           | -           | -           | 47     | 21     |
| 2015-feb. 2016           | Blackburn Rovers         | FLC                      | 25         | 10         | FACup+CdL       | 1+0             | 1               | -                  | -                  | -                  | -           | -           | -           | 26     | 11     |
| Totale Blackburn         | Totale Blackburn         | Totale Blackburn         | 159        | 97         |                 | 10              | 2               |                    | -                  | -                  |             | -           | -           | 169    | 99     |
| feb.-giu. 2016           | Middlesbrough            | FLC                      | 16         | 6          | FACup+CdL       | -               | -               | -                  | -                  | -                  | -           | -           | -           | 16     | 6      |
| Totale carriera          | Totale carriera          | Totale carriera          | 318+7      | 180+2      |                 | 22              | 12              |                    | -                  | -                  |             | 6           | 4           | 367    | 189    |

### Cronologia presenze e reti in nazionale
| Cronologia completa delle presenze e delle reti in nazionale ― Scozia | Cronologia completa delle presenze e delle reti in nazionale ― Scozia | Cronologia completa delle presenze e delle reti in nazionale ― Scozia | Cronologia completa delle presenze e delle reti in nazionale ― Scozia | Cronologia completa delle presenze e delle reti in nazionale ― Scozia | Cronologia completa delle presenze e delle reti in nazionale ― Scozia | Cronologia completa delle presenze e delle reti in nazionale ― Scozia | Cronologia completa delle presenze e delle reti in nazionale ― Scozia |
| Data                                                                  | Città                                                                 | In casa                                                               | Risultato                                                             | Ospiti                                                                | Competizione                                                          | Reti                                                                  | Note                                                                  |
| --------------------------------------------------------------------- | --------------------------------------------------------------------- | --------------------------------------------------------------------- | --------------------------------------------------------------------- | --------------------------------------------------------------------- | --------------------------------------------------------------------- | --------------------------------------------------------------------- | --------------------------------------------------------------------- |
| 11-11-2011                                                            | Larnaca                                                               | Cipro                                                                 | 1 – 2                                                                 | Scozia                                                                | Amichevole                                                            | -                                                                     | 87’                                                                   |
| 15-8-2012                                                             | Edimburgo                                                             | Scozia                                                                | 3 – 1                                                                 | Australia                                                             | Amichevole                                                            | 1                                                                     | 67’                                                                   |
| 8-9-2012                                                              | Glasgow                                                               | Scozia                                                                | 0 – 0                                                                 | Serbia                                                                | Qual. Mondiali 2014                                                   | -                                                                     | 81’                                                                   |
| 11-9-2012                                                             | Glasgow                                                               | Scozia                                                                | 1 – 1                                                                 | Macedonia                                                             | Qual. Mondiali 2014                                                   | -                                                                     | 66’                                                                   |
| 14-11-2012                                                            | Lussemburgo                                                           | Lussemburgo                                                           | 1 – 2                                                                 | Scozia                                                                | Amichevole                                                            | 2                                                                     |                                                                       |
| 6-2-2013                                                              | Glasgow                                                               | Scozia                                                                | 1 – 0                                                                 | Estonia                                                               | Amichevole                                                            | -                                                                     | 46’                                                                   |
| 22-3-2013                                                             | Glasgow                                                               | Scozia                                                                | 1 – 2                                                                 | Galles                                                                | Qual. Mondiali 2014                                                   | -                                                                     | 87’                                                                   |
| 26-3-2013                                                             | Novi Sad                                                              | Serbia                                                                | 2 – 0                                                                 | Scozia                                                                | Qual. Mondiali 2014                                                   | -                                                                     | 55’ 80’                                                               |
| 7-6-2013                                                              | Zagabria                                                              | Croazia                                                               | 0 – 1                                                                 | Scozia                                                                | Qual. Mondiali 2014                                                   | -                                                                     | 64’                                                                   |
| 14-8-2013                                                             | Londra                                                                | Inghilterra                                                           | 3 – 2                                                                 | Scozia                                                                | Amichevole                                                            | -                                                                     | 82’                                                                   |
| 6-9-2013                                                              | Glasgow                                                               | Scozia                                                                | 0 – 2                                                                 | Belgio                                                                | Qual. Mondiali 2014                                                   | -                                                                     | 68’                                                                   |
| 25-3-2015                                                             | Glasgow                                                               | Scozia                                                                | 1 – 0                                                                 | Irlanda del Nord                                                      | Amichevole                                                            | -                                                                     | 63’                                                                   |
| 29-3-2015                                                             | Glasgow                                                               | Scozia                                                                | 6 – 1                                                                 | Gibilterra                                                            | Qual. Euro 2016                                                       | -                                                                     | 66’                                                                   |
| 22-3-2017                                                             | Edimburgo                                                             | Scozia                                                                | 1 – 1                                                                 | Canada                                                                | Amichevole                                                            | -                                                                     | 62’                                                                   |
| Totale                                                                |                                                                       | Presenze                                                              | 14                                                                    |                                                                       | Reti                                                                  | 3                                                                     |                                                                       |

| Cronologia completa delle presenze e delle reti in nazionale ― Scozia under 21 | Cronologia completa delle presenze e delle reti in nazionale ― Scozia under 21 | Cronologia completa delle presenze e delle reti in nazionale ― Scozia under 21 | Cronologia completa delle presenze e delle reti in nazionale ― Scozia under 21 | Cronologia completa delle presenze e delle reti in nazionale ― Scozia under 21 | Cronologia completa delle presenze e delle reti in nazionale ― Scozia under 21 | Cronologia completa delle presenze e delle reti in nazionale ― Scozia under 21 | Cronologia completa delle presenze e delle reti in nazionale ― Scozia under 21 |
| Data                                                                           | Città                                                                          | In casa                                                                        | Risultato                                                                      | Ospiti                                                                         | Competizione                                                                   | Reti                                                                           | Note                                                                           |
| ------------------------------------------------------------------------------ | ------------------------------------------------------------------------------ | ------------------------------------------------------------------------------ | ------------------------------------------------------------------------------ | ------------------------------------------------------------------------------ | ------------------------------------------------------------------------------ | ------------------------------------------------------------------------------ | ------------------------------------------------------------------------------ |
| 24-3-2011                                                                      | Deinze                                                                         | Belgio under 21                                                                | 1 – 0                                                                          | Scozia under 21                                                                | Amichevole                                                                     | -                                                                              |                                                                                |
| 10-8-2011                                                                      | Paisley                                                                        | Scozia under 21                                                                | 3 – 0                                                                          | Norvegia under 21                                                              | Qual. Euro 2013                                                                | -                                                                              |                                                                                |
| 5-9-2011                                                                       | Paisley                                                                        | Scozia under 21                                                                | 0 – 0                                                                          | Bulgaria under 21                                                              | Qual. Euro 2013                                                                | -                                                                              | 61’                                                                            |
| 6-10-2011                                                                      | Lussemburgo                                                                    | Lussemburgo under 21                                                           | 1 – 5                                                                          | Scozia under 21                                                                | Qual. Euro 2013                                                                | 3                                                                              | 74’                                                                            |
| 10-10-2011                                                                     | Paisley                                                                        | Scozia under 21                                                                | 2 – 2                                                                          | Austria under 21                                                               | Qual. Euro 2013                                                                | 2                                                                              |                                                                                |
| 14-11-2011                                                                     | Nimega                                                                         | Paesi Bassi under 21                                                           | 1 – 0                                                                          | Scozia under 21                                                                | Qual. Euro 2013                                                                | 1                                                                              |                                                                                |
| 29-2-2012                                                                      | Paisley                                                                        | Scozia under 21                                                                | 0 – 0                                                                          | Paesi Bassi under 21                                                           | Qual. Euro 2013                                                                | -                                                                              | 86’                                                                            |
| 31-5-2012                                                                      | Loveč                                                                          | Bulgaria under 21                                                              | 2 – 2                                                                          | Scozia under 21                                                                | Qual. Euro 2013                                                                | 2                                                                              |                                                                                |
| Totale                                                                         |                                                                                | Presenze                                                                       | 8                                                                              |                                                                                | Reti                                                                           | 8                                                                              |                                                                                |

## Palmarès

### Club
- Campionato inglese di quarta divisione: 1

Brentford: 2008-2009
- Football League Championship: 1

Norwich City: 2018-2019

### Individuali
- EFL Awards: 1

2012
- Capocannoniere della Football League One: 1

2011-2012 (35 reti)